# Asahina Yasuhiko
Asahina Yasuhiko (japanisch 朝比奈 泰彦; * 16. April 1881 im Stadtteil Honji (heute: Sumida), Präfektur Tokio; † 30. Juni 1975, Präfektur Tokio) war ein japanischer Chemiker und Lichenologe. Sein offizielles botanisches Autorenkürzel lautet „Asahina“. Er war Professor an der Universität Tokio. Er gilt als Begründer der Chemotaxonomie von Flechten. Sein zweiter Sohn war der Entomologe Asahina Shōjirō.

## Leben und Wirken
Asahina studierte Chemie an der Universität Tokio mit dem Abschluss 1905. Von 1909 an studierte Asahina bei Richard Willstätter in Zürich und Emil Fischer in Berlin und erwarb 1912 einen Doktortitel in Pharmazie. Der damaligen japanischen Forschungstradition entsprechend befasste er sich nach seiner Rückkehr nach Japan mit der Chemie von Naturstoffen, unter anderem aus Flechten, wozu er diese systematisch unterscheiden musste. Dadurch entwickelte er sich in den 1920er Jahren zu einem führenden Flechtenforscher und -taxonomen (vor ihm gab es nur einen Lichenologen in Japan, Yasuda Atsushi (安田篤, 1868–1924)).
Er führte p-Phenylendiamin als Reagenz zum Testen der Farben von Thalli von Flechten ein und entwickelte mikrokristalline Methoden für die Untersuchung der Substanzen von Flechten, was er auch für die Taxonomie nutzte, insbesondere der Gattung Cladonia. Er beschrieb viele neue Arten und mit seinen Schülern über 100 chemische Substanzen aus Flechten.
Er war Mitglied der Leopoldina. Asahina wurde 1943 mit dem Kulturorden und 1951 als Person mit besonderen kulturellen Verdiensten geehrt.

## Schriften
- mit S. Shibata: The chemistry of Lichen substances, 1954